# Edizioni Scientifiche Italiane
Edizioni Scientifiche Italiane è una casa editrice italiana fondata a Napoli il 31 maggio 1945 con l'intento di pubblicare opere scientifiche, in particolare nel campo universitario. 
Allargò in breve tempo la propria attività con l’ausilio di storici e saggisti insigni, estendendo l’ambito d’interesse alla letteratura, alla storia del pensiero e della cultura, alla storia del diritto e del pensiero giuridico ecc., con riguardo particolare ai problemi del Mezzogiorno.
Con circa 10.000 titoli pubblica in aggiunta oltre 40 riviste specializzate, tra le quali la Rivista Storica Italiana, quadrimestrale già fondato nel 1884, nonché Rassegna di diritto civile, fondata e diretta da Pietro Perlingieri e Clio, fondata da Ruggero Moscati.
Tra le enciclopedie, pubblica la Enciclopedia di Bioetica e Scienza giuridica, diretta dal cardinale Elio Sgreccia e da Antonio Tarantino, la Enciclopedia Storia d'Italia e la Enciclopedia della persona nel XX secolo.